# Coque de petróleo

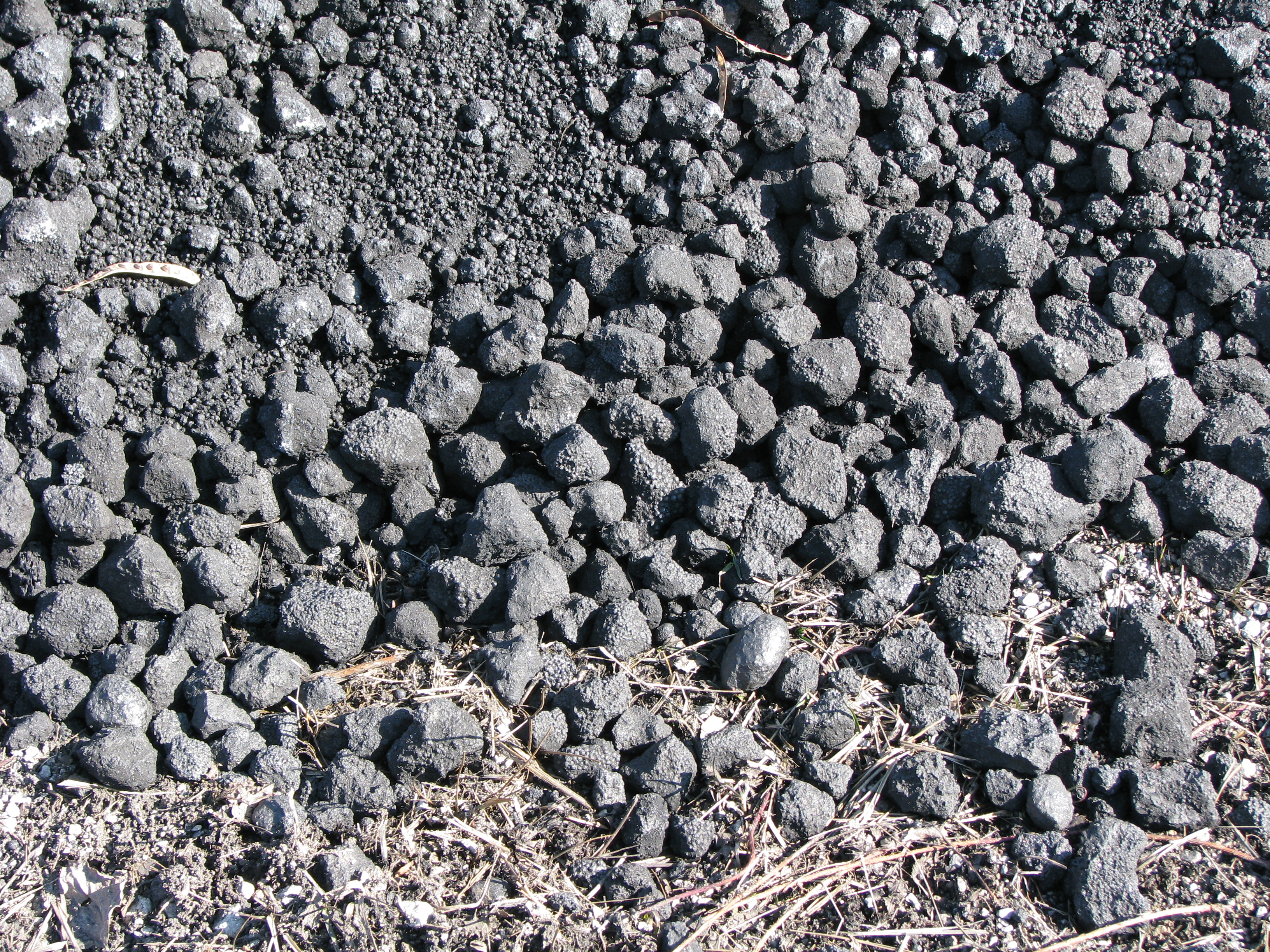
Bolas de coque de petróleo

El coque de petróleo (en inglés, petroleum coke, abreviado como pet coke) es un sólido carbonoso derivado de las unidades de coquización en una refinería de petróleo o de otros procesos de craqueo. Otros coques tradicionalmente han sido derivados del carbón.

## Tipos de coque

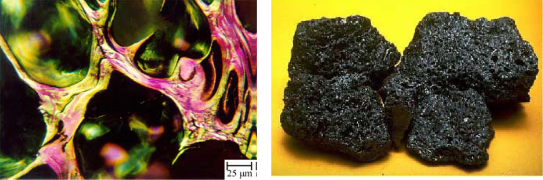
Estructura del coque

El coque negociable es un coque relativamente puro de carbón que puede venderse para su uso como combustible (es decir, «coque grado de combustible»), o para la fabricación de pilas secas, electrodos (es decir, «coque grado de ánodos»).
El coque de aguja, también llamado coque acicular, es un coque de petróleo cristalino utilizado en la producción de electrodos de acero y aluminio de las industrias.
El coque de catalizador es el coque que se ha depositado en el catalizador utilizado en el refinado del petróleo, como los que están en el fluido craqueador catalítico. Este coque es impuro y sólo se utiliza para combustible. Su alta temperatura y contenido de ceniza bajo, hace que sea un buen combustible para generadores eléctricos basados en calderas de carbón, pero el coque de petróleo tiene alto contenido en azufre y bajo contenido de volátiles, lo que plantea algunos problemas ambientales y técnicos con su combustión. Con el fin de cumplir las actuales normas de emisiones en América del Norte es necesario algún tipo de captura del azufre; una opción común de la unidad de recuperación de azufre para la quema de coque de petróleo es la tecnología Snox, que se basa en el proceso conocido como WSA. La combustión en lecho fluido se utiliza comúnmente para quemar coque de petróleo. La gasificación se utiliza cada vez más con esta materia prima (a menudo usando gasificadores colocados en las propias refinerías).
El coque de petróleo calcinado, o CPC, es el producto de la calcinación de coque de petróleo, proviene de la unidad de coquización en una refinería de petróleo crudo. El coque de petróleo calcinado se usa para hacer los ánodos de aluminio, acero y titanio en la industria de fundición.
El coque verde debe tener suficientemente bajo contenido de metales, a fin de ser utilizado como material de ánodo. El coque verde con bajo contenido de metales se conoce como el «coque de grado ánodo». El coque verde con un contenido muy alto en metales no se calcina y se utiliza para la grabación. Este coque verde se llama «coque grado de combustible».

## Precio del coque de petróleo
Para el año 2002 la tonelada de coque estaba en US$2[cita requerida]. En 2009 el coque tuvo su mayor precio al tener un promedio de US$140 la tonelada. En 2019, el precio de una tonelada de coque estaba entre los $63 y los $68. Un derivado del coque llamado coque calcinado, su producción le permite tener un precio diez veces superior comercialmente llegando a ser entre $350 y $600 la tonelada. En noviembre de 2019 Venezuela exportó 26 000 toneladas de coque a Cuba a un precio promedio de $65 la tonelada para un total de 1700 millones de dólares.